# Науково-фантастичне кіно Індії
Кіно у жанрі наукової фантастики в Індії почали знімати з другої половини 20-го століття.
У 1952 році була створена перша науково-фантастична стрічка «Кааду» спільного виробництва Індії та США. Наприкінці 1967 році бенгальський режисер Сатайджит Рей написав сценарій фільму «Іноземець» на базі свого ж роману «Банкубабур Бандху» та розпочалося знімання на голлівудської кіностудії «Columbia Pictures». Проте в результаті фільм так і не був завершений.
У 1987 році було відзнято фільм про супергероя «Містер Індія». Ця стрічка принесла неабиякий успіх її творцям та загалом індійському Боллівуду. Видання «Indiatimes Movies» включив цей фільм до 25 обов'язкових до перегляду боллівудських фільмів. Саме Фільм «Містер Індія» популяризував жанр науково-фантастичного кіно в Індії.
У 2003 році успіх блокбастеру «Koi… Mil Gaya» призвів до створення науково-фантастичного серіалу, який став першим серіалом з супергероєм в Індії.
У 2010 році вийшов фільм «Enthiran» тамільською мовою з Раджнікантом та Айшварія Рай у головних ролях. «Enthiran» став найдорожчим та найуспішнішим науково-фантастичним фільмом, який коли-небудь створювали в Індії.

## Список фільмів
| Назва стрічки                       | Рік  | Мова                    | Опис |
| ----------------------------------- | ---- | ----------------------- | --- |
| Kaadu                               | 1952 | тамільська, англійська  | Фільм спільного виробництва Тамілнаду та США. В основі сюжету — експедиція у джунглі, аби з'ясувати причину дивної поведінки звірів. Перша науково-фантастична стрічка Індії. |
| Ajantrik                            | 1958 | бенгальська             | Фільм драма-комедія. Один з перший науково-фантастичних індійських стрічок. У фільмі автомобіль виступає в ролі одного з персонажів. |
| Kalai Arasi                         | 1963 | тамільська              | Романтична наукова фантастика. Перша індійська стрічка, де була показана історія про іноземців. |
| Mr. X in Bombay                     | 1964 | гінді                   | Класика індійського Боллівуду. |
| The Alien                           | 1965 | бенгальська, англійська | Фільм бенгальського режисера Сатайджит Рей. В основі сюжету історія про інопланетянина, який товаришує з бенгальським хлопчиком під час його перебування в селі. Фільм в прокат не вийшов. |
| Chand Par Chadayee                  | 1967 | гінді                   | Інша назва фільму — «Подорож до Місяця». Розповідь про космонавтів, які висадились на Місяць та вступають в боротьбу з монстрами та космічними воїнами. |
| Karutha Rathrikal                   | 1967 | малаялам                | Сценарій фільму був написаний на основі роману «Химерна пригода з доктором Джекілом та містером Гайдом» шотландського письменника Роберта Стівенсона. |
| Elaan                               | 1971 | гінді                   | Головний герой живе зі своєю овдовілою матір'ю та сестрою. Працює незалежним фотографом та журналістом. Одного разу він зустрічається з дівчиною на ім'я Мала Мехта та її батьком — головним редактором газети. Пан Мехта бере його на роботу та відправляє його на віддалений острів для розслідування там незаконної діяльності. Далі сюжет розвивається на острові у боротьбі за виживання. |
| Vikram                              | 1983 | тамільська              | Фільм про зброю (в тому числі про МБР), сучасні системи безпеки, передові комп'ютери, які використовуються для майбутніх військових проєктів Індії. |
| Shiva Ka Insaaf                     | 1985 | гінді                   | Фільм про супергероя. |
| Jaithra Yaathra                     | 1987 | малаялам                | Режисер Сасі Кумар. Фільм про вченого, який винаходить медальйон, що робить людину невидимою. |
| Mr. India                           | 1987 | гінді                   | Один з найкращих фільмів індійського кінематографа. В основі фільму — історія про супергероя Містер Індія. |
| Nalaya Manithan                     | 1989 | тамільська              | Дії проходять в майбутньому — у 21 столітті. Лікар винаходить ліки, які здатні повернути життя мертвим протягом 2 годин після смерті. Але потім лікар з'ясовує, що він створив безсмертного зомбі. |
| Toofan                              | 1989 | гінді                   | Фільм про двох братів-близнюків. Один з яких супергерой, а інший — чарівник. |
| Adhisaya Manithan                   | 1990 | тамільська              | Продовження фільму «Nalaya Manithan», де зомбі врешті вбивають. |
| Aditya 369                          | 1991 | телугу                  | Перший науково-фантастичний фільм мовою телугу. В основі сюжету історія про машину часу. |
| Laal Paree                          | 1991 | гінді                   | Історія про Шанкара, який закохується в дівчинку, не знаючи про те, що вона русалка. |
| Hollywood                           | 2002 | каннада                 | Науково-фантастичний фільм мовою каннада режисера Дінеш Бабу. |
| Patalghar                           | 2003 | бенгальська             | Фільм про подорож іноземця. |
| Fun 2shh: Dudes in the 10th Century | 2003 | гінді                   | Фільм-комедія про подорож до часів 10-го століття. |
| Koi… Mil Gaya                       | 2003 | гінді                   | Історія розгортається навколо розумово неповноцінного хлопчика Рохіт Мехра, який випадково зустрічається з іншопланетянином. Він отримує надприродні сили від чужої природи, за допомогою якої поступово стає фізично і розумово сильним. |
| New                                 | 2004 | тамільська              | Історія про 8-річного хлопчика, якого вчений, у результаті своїх дослідів, перетворив його на 28-річного чоловіка. |
| Rudraksh                            | 2004 | гінді                   | Фільм мовою гінді на основі Рамаяни. |
| Taarzan: The Wonder Car             | 2004 | гінді                   | Фільм про автомобіль, який має штучний інтелект. |
| Alag                                | 2006 | гінді                   | Головний герой провів все своє життя в підвалі, і внаслідок цього вкрай чутливий до сонячного світла. Все своє життя він спілкувався лише з батьком та читав книжки. Коли він йде навчатися до інституту, в нього проявляються надзвичайні здібності. |
| Jaane Hoga Kya                      | 2006 | гінді                   | У головних ролях фільму Афтаб Шивдасані, Бипаша Басу та Парешh Рава. Йдеться про амбітного вченого, який створює людський клон в своїй лабораторії. |
| Krrish                              | 2006 | гінді                   | Історія про супергероя. |
| Bharathan Effect                    | 2007 | малаялам                | Науково-фантастичний трилер про геніального винахідника, який робить невеликий пристрій для польотів без палива, використовуючи концепцію антигравітації. |
| Jabardast                           | 2007 | маратхі                 | Науково-фантастичний трилер про геніального винахідника, який винайшов надприродне пальто, яке робить будь-кого суперменом. Перший науково-фантастичний фільм мовою маратхі. |
| Athisayan                           | 2007 | малаялам                | Історія про супергероя. |
| Love Story 2050                     | 2008 | гінді                   | Історія з майбутнього, режисера Паммі Бавейя. |
| Dasavathaaram                       | 2008 | тамільська              | 20 грудня 2004 року у біологічній лабораторії США створюють вірус (поєднання Марбург і Ебола), який має бути використаний як біологічна зброя. Після розуміння його потенціалу, головний герой, один з учених, що бере участь у розробці, відмовляється віддавати флакон, що містить вірус через страх неправомірного використання.                                                            |
| Drona                               | 2008 | гінді                   | Історія про фантастичну пригоду супергероя. |
| Friend                              | 2009 | бенгальська             | Науково-фантастичний фільм про дружбу між дитиною і роботом. |
| Aa Dekhen Zara                      | 2009 | гінді                   | Романтичний трилер про фотографа, який отримав у спадок фотокамеру, яка робить знімки з передбаченням майбутнього. |
| Enthiran                            | 2010 | тамільська              | Фільм про вченого та людиноподібного робота. Це був найдорожчий фільм в Індії під час його випуску. |
| Prince                              | 2010 | гінді                   | Науково-фантастичний бойовик режисера Kookie V Gulati. |
| Action Replayy                      | 2010 | гінді                   | Фільм про подорож у 1985 рік. |
| 7aum Arivu                          | 2011 | тамільська              | В основі сюжету загроза Індії в поширенні смертельної хвороби. |
| Ra.One                              | 2011 | гінді                   | Фільм про антагоністичного гравця комп'ютерних ігор, який виходить за межі гри в реальність та вбиває всіх (в тому числі дизайнера гри, яку грає Шахрукх Кхан). Він прагне вбити сина дизайнера гри за побиття його в грі. |
| Ambuli                              | 2012 | тамільська              | Містичний трилер про звіра, створеного британським лікарем, який полює на людей, які проходять поля навколо секретного об'єкта. |
| Joker                               | 2012 | гінді                   | Чоловік збирається до забутого села для роботи над секретним проєктом зі створення пристрою для спілкування з іноземцями. |
| Virus Diwan                         | 2013 | гінді                   | Цей фільм про наймолодшого і найрозумнішого хакера в світі. |
| Kho-Kho                             | 2013 | маратхі                 | |
| Zapatlela 2                         | 2013 | маратхі                 | Фільм про ляльку, яка володіє душею Tatya Vinchu. |
| Khasi Katha– A Goat Saga            | 2013 | бенгальська             | Фільм починається зі сцени, де різник збирається зарізати козу. Коза починає говорити та благає м'ясника про життя і обіцяє розповісти йому історію у відповідь. М'ясник дивується, але погоджується. |
| Krrish 3                            | 2013 | гінді                   | Продовження історії про Кріша. Син вченого супергерой бореться зі злим генієм. |
| Irandaam Ulagam                     | 2013 | тамільська              | Фільм про дві історій, що розгортаються на двох різних планетах: нашої Землі та екзопланети з інопланетними формами життя. |
| Creature 3D                         | 2014 | гінді                   | Фільм з першим в Індії 3д-монстром. |
| Chaand 2013                         | 2014 | гінді                   | Науково-фантастичний бойовик про атаку на місто Мумбаї. |
| Appuchi Gramam                      | 2014 | тамільська              | Науково-фантастична драма. Дії відбуваються селі. Як змінюються людські відносини, коли вони розуміють, що астероїд може вразити їх село. |
| PK                                  | 2014 | гінді                   | Сатирична комедія про людиноподібного інопланетянина, який шукає свого пульта дистанційного керування космічним кораблем на землі. |
| I                                   | 2015 | тамільська              | Романтичний трилер. |
| Mr. X                               | 2015 | гінді                   | Науково-фантастичний екшн-трилер про людину, яка стала невидимою через експеримент. |
| Indru Netru Naalai                  | 2015 | тамільська              | Фільм про вченого, який винаходить машину часу і вирушає назад в минуле. |
| Doga                                | н/в  | гінді                   | Науково-фантастичний фільм про супергероя, створений на основі Радж коміксів. |
| Paani                               | н/в  | гінді                   | Дія розгортається у 2040 році, коли людство стикається з проблемою нестачі питної води. |
| Unmatta                             | н/в  | гінді, маратхі          | Фільм жахів. |
| Miruthan                            | 2016 | тамільська              | Зомбі-трилер. Перший фільм про зомбі тамільською мовою. |
| 24                                  | 2016 | тамільська              | Стрічка режисера Вікрама Кумара про братів-близнюків між якими запалюється боротьба. |
| Iru Mugan                           | 2016 | тамільська              | Стрічка тамільською мовою індійського режисера Аннада Шанкара. |
| 2.0                                 | 2017 | тамільська, гінді       | Стрічка індійського режисера Шанкара Шанмугама, яка має вийти 2017 року. |